# Joseph Gensoul
Pour les articles homonymes, voir Gensoul.
Joseph Gensoul, né le 8 janvier 1797 à Lyon et mort le 4 novembre 1858 dans cette ville, est un chirurgien français qui réalisa de nombreuses évolutions de la pratique chirurgicale. Il fit sa carrière au sein des Hospices civils de Lyon, puis en tant que professeur au sein de l'école secondaire de médecine de Lyon.

## Biographie

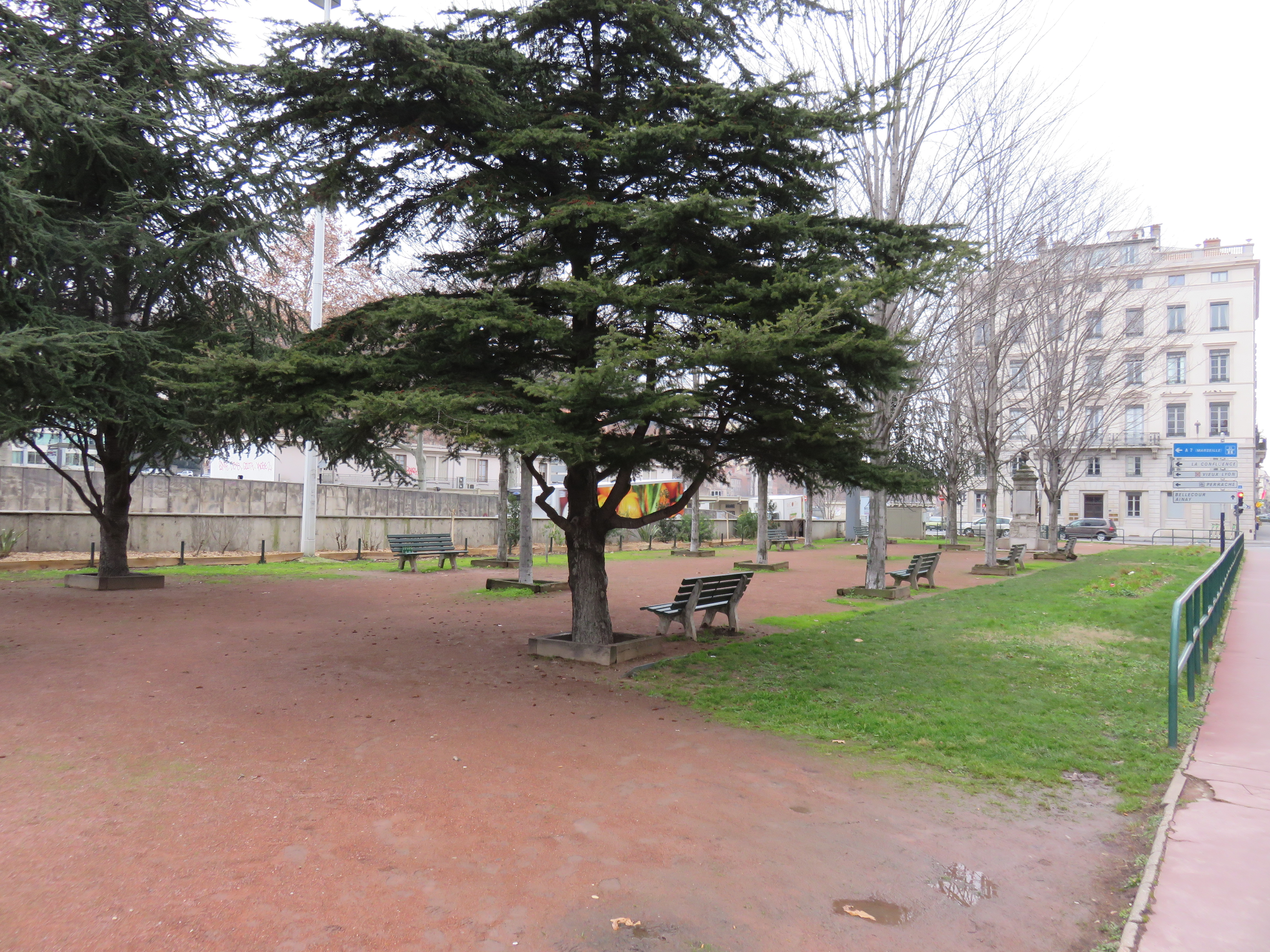
La place Gensoul à Lyon porte son nom.

Descendant d'une famille bourgeoise de Lyon, Joseph Gensoul est le fils de Joseph Ferdinand Gensoul, ingénieur et inventeur des filatures à vapeur pour la soie. Sa fille, Anne-Julie, épouse Lucien Mangini. 
Nommé au majorat de l'Hôtel-Dieu le 5 décembre 1822, il passa sa thèse à Paris le 18 juin 1824 sur un sujet en grandes discussions alors : la réunion immédiate des plaies après une amputation. Ce sujet était d'actualité car à cette époque, plus de 45 % des amputés décédaient des suppurations liées à l'opération.
Le décès d'un major libéra prématurément une place qui lui fut attribuée le 1er janvier 1826, à seulement 29 ans. 
Il se rendit célèbre en réalisant le 18 mai 1827 la première résection de l'os maxillaire sur un jeune homme atteint d'un ostéosarcome. Le jeune homme fut peu mutilé par l'opération, et guérit en une semaine environ. Cette prouesse pour l'époque eut un grand écho en France, ce qui amène Gustave Flaubert à le citer comme un médecin célèbre à égalité avec Guillaume Dupuytren dans Madame Bovary.
Joseph Gensoul travailla également à de nombreuses autres opérations : résection de la mandibule, désarticulation de l'épaule, résection partielle de l'omoplate, ligature de la sous-clavière pour anévrisme de l'artère axillaire, parotidectomie totale pour cancer.
Il fut l'auteur d'une description du phlegmon du plancher de la bouche, auquel son nom est rattaché. Il dirigea le Journal clinique des hôpitaux de Lyon, créé en 1830.
L'ouverture de l'hôpital Desgenettes décongestionna l'Hôtel-Dieu, et Gensoul put quitter son service pour se consacrer à sa clientèle privée et à ses fonctions de professeur de clinique chirurgicale à l'École secondaire de médecine.
Il décède à son domicile, rue Louis le Grand, à Lyon dans le 2e arrondissement le 4 novembre 1858.

## Publications
- Essai sur la réunion immédiate des plaies après l'amputation des membres [Texte imprimé] / J. Gensoul / Paris : Didot Jne , 1824
- Lettre chirurgicale sur quelques maladies graves du sinus maxillaire et de l'os maxillaire inférieur [Texte imprimé] / par Jh. Gensoul ... Accompagnée d'un atlas de huit planches in-folio / Paris : J.-B. Baillière , 1833
- Sur le mécanisme de la vision, réponse à M. Serre (d'Uzès) [Texte imprimé] / par le Dr Gensoul / Paris : impr. de Plon frères , 1851
- Un mot d'avis aux agriculteurs commencants, sur le choix d'un assolement, la production des engrais, et leur meilleur emploi [Texte imprimé] : suivi d'un exemple de compatibilite agricole en parties doubles / par M. Césaire Nivière, ... / par J.G... ; et de quelques lettres sur la culture du mûrier et l'industrie séricicole dans le Midi de la France / Paris : Huzard , [1837]